# Gönczöl Anikó
Gönczöl Anikó (Budapest, 1919. május 6. – ?) magyar színésznő.

## Életpályája
Pályájáról mesélte:

„Erdélyi Mihály társulatában kezdtem a színészi pályát Budapesten, majd 1945-től vidéki színházakban, Békéscsabán, Győrött játszottam. 1949-től kezdve, a SZOT együttesével három évig jártam az országot, majd 1952-ben a Déryné Színházhoz kerültem.”

1976-ig, nyugdíjba vonulásáig az Állami Déryné Színház társulatának volt tagja. Vendégművészként szerepelt a József Attila Színházban is.

## Színházi szerepeiből
- William Shakespeare: A makrancos hölgy... Bianca
- Alekszandr Nyikolajevics Osztrovszkij: Erdő... Ulita
- Lev Nyikolajevics Tolsztoj: A sötétség hatalma... Matrjona
- George Bernard Shaw: Pygmalion... Pearce-né
- Federico García Lorca: Bernarda Alba háza... Amélia
- Hermann Gressieker: VIII. Henrik és 6 felesége... Kate Parr
- Lillian Hellman: A kis rókák... Addie
- Gombos Imre: A csóknak próbája... Pandzsi
- Petőfi Sándor: A helység kalapácsa... Kisbíróné
- Fazekas Mihály – Móricz Zsigmond: Ludas Matyi... Asszony
- Szigligeti Ede: Liliomfi... Mariska; Erzsike
- Jókai Mór: Az aranyember... Teréza
- Jókai Mór: Fekete gyémántok... Komorna
- Heltai Jenő: A tündérlaki lányok... Olga
- Molnár Ferenc: A doktor úr... Marosiné
- Móricz Zsigmond: Nem élhetek muzsikaszó nélkül... Málcsi néni
- Hunyady József: Galambos korsó (Százszorszép szerelem)... Ágnis
- Gyárfás Miklós: Kisasszonyok a magasban... Franciska
- Pápa Relli: Szeptember végén... Liboria kisasszony
- Nyíri Tibor: Menyasszonytánc... Özvegy Szilvásiné; Bognárné
- Rácz György: Csókot kérek... Dr. Kadákovics Gizella
- Csizmarek Mátyás: Apja lánya... Szalontainé
- Taar Ferenc: Sírkő pántlikával... Terka néni
- Tóth Miklós: A fejesek... Piroska
- Tóth Miklós: Kék fény... Ágota, Emma húga
- Örsi Ferenc: Princ, a civil... Id. Rémainé, Erzsi anyu
- Örsi Ferenc: Aranylakodalom... Anna
- Dunai Ferenc: A nadrág... Soltészné
- Egri Viktor: Virágzik a hárs... Mari
- Sós György: Két szem mazsola (A pék)... Terus
- Bartos Ferenc: Mindent a mamáért... Özvegy Láng Lajosné
- Bárány Tamás: Nem születtem grófnak... Mama
- Babay József: Három szegény szabólegény... Özv. Posztóné
- Szirmai Albert – Bakonyi Károly – Gábor Andor: Mágnás Miska... Nagymama

## Díjai, elismerései
- Nívódíj (1975)[2]
- Munka Érdemrend ezüst fokozata (1976)[3]